# Lusitano
Hästrasen Lusitano har fått sitt namn från Portugals gamla namn Lusitania. Lusitanon är en direkt ättling till den berömda spanska hästen och används mycket vid Portugals egna versioner av tjurfäktning där tjuren inte dödas. Ända fram till 1960-talet registrerades Lusitanohästarna i en gemensam stambok till med Andalusiern. 

## Historia
Lusitanon har samma genetiska bakgrund och egenskaper som de spanska Andalusierhästarna och är egentligen inte mer än Portugals egen version av denna ras. De härstammar från den utdöda spanska hästen, som korsades med arabiska fullblod och Berberhästar som var vanliga bland uppfödarna i Portugal och Spanien efter morerrnas invasion av Iberiska halvön på 700-talet e. Kr.
Under 1600-talet upphörde man med att slåss mot tjurar från häst i tjurfäktningarna i Spanien vilket var en av anledningarna till att man avlade Andalusierna som parad- och ridhästar. Däremot fortsatte man med tjurfäktning till häst i Portugal och har istället jobbat på att behålla Lusitanons gamla karaktär som passade utmärkt inom tjurfäktningen. 
Lusitanon användes även mycket av Portugals kavalleri. Sedan dess har man dock försökt skilja rasen lite mer från Andalusiern genom att blanda in blod från den egna portugisiska rasen Sorraia och 1966 skiljde man de olika raserna åt med olika stamböcker och registreringar. Lusitanon fick då även sitt eget namn, baserat på det gamla latinska namnet på Portugal, Lusitania. Den Portugisiska Lusitanoföreningen (Associaçao Portuguesa de Criadores do Cavalo Puro Sangue Lusitano, APSL) bildades 1967 och samtidigt uppfördes en stambok för lusitanohästar (Livro Genealogico Portugues de Equinos). Idag räknas denna hästras till barockhästarna.

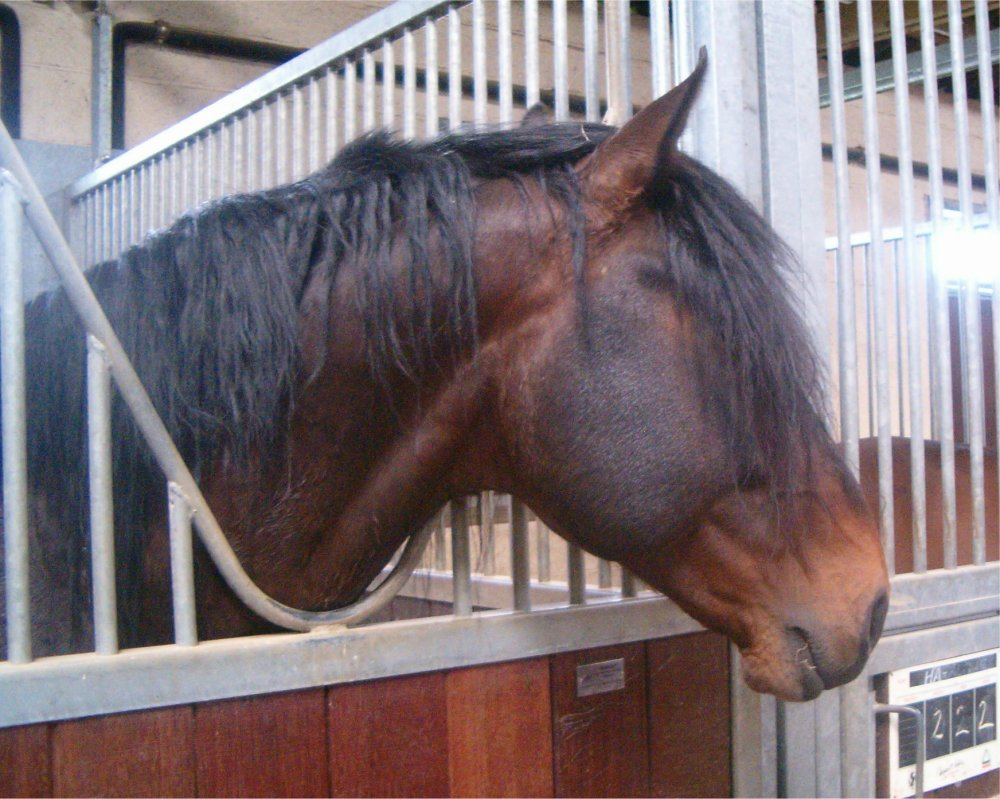
Lusitanon har en utåtbuktande nosprofil och kraftig man och svans

## Egenskaper
Lusitanon är en riktigt flott rid- och körhäst där de mest eftertraktade hästarna har en mullbärliknande borkfärg, en unik roströd päls med svarta ben och svart man och svans. Men den vita eller grå skimmelfärgen, samt brun är vanligast på denna ras. Man och svans är ovanligt tjocka hos Lusitanohästar. 
Lusitanon ser ut nästan exakt som en Andalusier men är inte riktigt lika ädel, vilket är tydligast på nosprofilen som är mer uttalat konvex än hos Andalusiern. Korset på Lusitanon är även mer sluttande och med en lägre ansatt svans. Bogen är något för rak ner mot benen, men detta bidrar dock till Lusitanons luftiga rörelser. Ryggen är kort och platt med en väldigt dåligt framträdande manke. 
Lusitanon är känd för sin rörlighet och de höga rörelserna sägs vara helt spektakulära. För att hålla måttet på Portugals tjurfäktningsbanor som anses vara en ren konstform med dansande hästar, så måste de Lusitanohästar som ska gå där tränas i de högre skolorna, likt de rörelser som Lipizzanerhästarna får framföra på Spanska ridskolan i Wien. 

## Anglo-Luso
Anglo-Lusan utvecklades genom att korsa Lusitanoston med engelska fullblodshingstar. Många Lusitanofantaster motsatte sig denna korsning då man ansåg det respektlös mot deras inhemska Lusitano, men trots detta fortsatte man avla dessa korsningar och idag finns ett eget register i den portugisiska stamboken för att man även ska hålla blodslinjerna för Anglo-Luson så rena som möjligt. 
Resultatet av dessa korsningar har gett en häst som fick snabbhet och atletiska egenskaper av fullblodet, och med Lusitanons mod och utseende. Dessa korsningar har bland annat blivit populära på tjurfäktningar. Anglo-Luson har en något rakare nosprofil men är i övrigt mycket lik den vanliga Lusitanon. 